# Johan Widerberg
Johan Olof Widerberg, född 16 mars 1974 i Stockholm, är en svensk skådespelare och manusförfattare.

## Biografi
Johan Widerberg är son till framlidne regissören Bo Widerberg och Ann-Christin Santesson. Hans karriär inleddes i faderns filmer. Redan som spädbarn var han med i Mannen på taket (1976) regisserad av Bo Widerberg, och som barn medverkade han i ytterligare några filmer. Som åttaåring hade han även en mindre teaterroll på Dramaten. Därefter fanns planer på att lägga skådespeleriet på hyllan och han tackade först nej till rollen som Didrik i TV-serien Ebba och Didrik (1990), men ångrade sig, hoppade av skolan och tog rollen. Fortsättningsvis medverkade han främst i olika film- och TV-produktioner, men även på scen i föreställningarna Det är från polisen på Stockholms stadsteater 1995 och Dorian Grays porträtt på Hippodromen i Malmö 2001.
1995 spelade han en av huvudrollerna i faderns sista film Lust och fägring stor, och belönades för insatsen med ett skådespelarpris vid filmfestivalen i Rouen 1996. Två andra av Johan Widerbergs kända roller är i filmerna Juloratoriet (1996) baserad på Göran Tunströms roman med samma namn, och Under solen (1998) av Colin Nutley. Karriären såg lovande ut fram till 1996, då han blev starkt kritiserad i pressen. Widerberg har beskrivit det som att han inte var önskvärd. Trots detta fortsatte han spela under ett par år innan det blev ett avbrott i karriären. Fram till 2006 ägnade han en del av tiden till studier och andra jobb i Stockholm, men fick en roll i den amerikanska långfilmen Ocean's Twelve (2004).
År 2009 tog Johan Widerbergs skådespelarkarriär ny fart i samband med rollen i Så olika. På Guldbaggegalan 2012 nominerades Widerberg till Bästa manliga biroll för sin roll som Asger i Björn Runges film Happy End.
Han har även ägnat sig åt att skriva manus tillsammans med Sara Heldt. Duon ligger bakom En pilgrims död, som sändes i januari 2013 på SVT.

## Filmer i urval
- 1976 – Mannen på taket (ej krediterad roll)
- 1984 – Mannen från Mallorca
- 1986 – Ormens väg på hälleberget
- 1990 – Ebba och Didrik (TV-serie)
- 1992 – Nordexpressen
- 1994 – Polismördaren
- 1994 – Rapport till himlen (TV-serie)
- 1995 – Lust och fägring stor
- 1995 – Radioskugga (TV-serie)
- 1996 – Juloratoriet
- 1997 – Selma & Johanna – en roadmovie
- 1998 – Lithivm
- 1998 – Under solen
- 2000 – Gossip
- 2001 – Herr von Hancken (TV-serie)
- 2003 – Norrmalmstorg (TV-film)
- 2004 – Ocean's Twelve
- 2009 – Så olika
- 2011 – Happy End
- 2011 – In (novellfilm)
- 2012 – Odjuret (TV-film)
- 2012 – Zon 261
- 2013 – En pilgrims död (TV-serie) (manus)
- 2013 – Allt faller (TV-serie)
- 2015 – Modus (TV-serie)
- 2015 – En man som heter Ove
- 2017–2018 – Springfloden (TV-serie)
- 2017 – Saknad (TV-serie)
- 2017 – Vilken jävla cirkus
- 2019 – Fartblinda (TV-serie)
- 2020 – Bäckström (TV-serie)
- 2024 – Doktrinen (TV-serie)
- 2025 – Koka björn (TV-serie)

## Teater

### Roller (ej komplett)
| År   | Roll         | Produktion                         | Regi              | Teater                 |
| ---- | ------------ | ---------------------------------- | ----------------- | ---------------------- |
| 1995 | Eric Birling | Det är från polisen J.B. Priestley | Benny Fredriksson | Stockholms stadsteater |